# 邪Mall
《邪Mall》（英語：Possession Street）是2024年10月31日萬聖節上映的香港殭屍片，於2023年拍攝，由姜皓文、王家晴、楊偉倫主演，黎震龍執導。

## 劇情
六十年一遇的「三破日」，面臨清拆的死寂商場全寶商場內隱藏的結界被意外打破，一股古怪的橙煙釋放，吸入者變成殭屍，商場內僅存的街坊設法逃出商場。

## 演員
女團COLLAR成員王家晴首次成為電影的女主角。
| 演員   | 角色   | 介紹                       | 來源  |
| ------ | ------ | -------------------------- | ----- |
| 姜皓文 | 森哥   | 在商場內經營影碟店         | [ 1 ] |
| 王家晴 | 阿欣   | 森哥的女兒                 | [ 1 ] |
| 楊偉倫 | 麥運堂 | 風水師傅，森哥父女的朋友   | [ 1 ] |
| 蘇家樂 | 信仔   |                            | [ 1 ] |
| 吳嘉星 | 美珠   | 美容店老闆，阿欣的誼媽     | [ 1 ] |
| 洪瑞珙 | 阿天   | 渡假屋老闆                 | [ 1 ] |
| 阮德鏘 | 芝爸   |                            | [ 1 ] |
| 王雍泰 | 阿傑   | 阿欣的學長                 | [ 1 ] |
| 馮勉恆 | 王生   | 小食店老闆，變成喪屍的角色 | [ 3 ] |
| 菁瑋   | 王太   | 小食店老闆，變成喪屍的角色 | [ 1 ] |
| 陳穎蓉 | 阿芝   |                            |       |
| 張榮祥 | 彭叔   | 商場保安員                 |       |

## 演員花邊
因為受到2023年荷里活勞資糾紛的工會罷工波及沒有工作，主角之一吳嘉星返回香港拍攝本片。

### 亡者
本片為廖駿雄遺作。

## 製作

### 拍攝
本片在2023年拍攝，同年9月14日煞科。拍攝作業時間多在晚上，常有自凌晨拍攝到中午的情形。

### 特效
為增加視覺效果，邀請Mark Garbarino擔任特技化妝設計師設計殭屍的造型，同時也負責化粧，化妝過程約需耗費3個小時，卸妝需要1個小時。

## 發行
2024年10月21日舉行首映。
最終票房大賣港幣80萬元正。

## 外部連結
- 邪Mall的Facebook專頁
- 邪Mall的Instagram帳戶
- 香港影庫上《邪Mall》的資料（繁體中文）
- 豆瓣电影上《邪Mall》的資料 （简体中文）
- 互联网电影数据库（IMDb）上《邪Mall》的资料（英文）